# Gossia inophloia
Gossia inophloia är en myrtenväxtart som först beskrevs av J.F.Bailey och Cyril Tenison White, och fick sitt nu gällande namn av Neil Snow och Gordon P. Guymer. Gossia inophloia ingår i släktet Gossia och familjen myrtenväxter. Inga underarter finns listade i Catalogue of Life.